# 马来西亚电影审查委员会
马来西亚电影审查委员会（马来语：Lembaga Penapis Filem）是马来西亚政府專門負責审查电影的一个部门。它受马来西亚内政部的控制。马来西亚电影审查委员会于1966年成立，前身是成立於1954年新加坡的电影审查委员会 (Lembaga Penapisan Filem，LPF)  。根據馬來西亞2002年實施的《电影审查法》，任何电影都必须经过该委员会的許可才能在马来西亚上映。任何人都不允许观看未经委员会许可的任何电影。该法还禁止含有色情、裸体场景以及挑逗性內容的電影在馬來西亞上映。如果放映者在公共场合放映这类影片，無論如何都會受到罚款，甚至监禁。馬來西亞的電影有分級制度。

## 分级制度
自2023年2月1日起，采用以下分级制度。 
| 标签 | 描述                                                                           | 電視播放时间    |
| ---- | ------------------------------------------------------------------------------ | --------------- |
| U    | 适合任何年龄的人士观看。                                                       | 允许任何时间    |
| P12  | 未满12岁的观众需家长陪同观看，它可能包含了一些鏡頭，不適合兒童。               | 允许任何时间    |
| 13   | 只限13岁以上人士观看，含有與成人主題，明確的場景，成熟的內容，暴力和色情場面。 | 允许任何时间    |
| 16   | 只限16岁以上人士观看，含有與成人主題，明確的場景，成熟的內容，暴力和色情場面。 | 允许任何时间    |
| 18   | 只限18岁以上人士观看，含有與成人主題，明確的場景，成熟的內容，暴力和色情場面。 | 22:00至翌日5:00 |